# 卡納福斯季
49°40′23″N 23°23′22″E / 49.67306°N 23.38944°E
卡納福斯季（烏克蘭語：Канафости），是烏克蘭西部的村莊，隸屬利維夫州的桑比爾區。該村始建於1400年，面積2.54平方公里，海拔高度276米，2024 （页面存档备份，存于）年人口249，人口密度每平方公里116.54人。